# Gustav-Adolf-Gedächtniskirche (Schweinfurt)
Koordinaten: 50° 2′ 37,1″ N, 10° 13′ 23,5″ O
Die Gustav-Adolf-Gedächtniskirche ist eine evangelisch-lutherische Pfarrkirche in Schweinfurt, im Westlichen Gründerzeitviertel. Sie ist nach dem protestantischen König Gustav II. Adolf von Schweden benannt. Sie entstand im Zuge der Stadterweiterung in den 1920er Jahren.

## Geschichte
Zu Beginn des 20. Jahrhunderts erweiterte sich das Stadtgebiet insbesondere durch die boomende Großindustrie nach Westen. Bereits im Jahr 1908 hatte man deshalb in den neuen Wohngebieten um die Ludwigstraße die Errichtung eines Gotteshauses angedacht. Das Grundstück für die zukünftige Kirche wurde von der Gemeinde gekauft, Teile auch vom Magistratsrat Müller gestiftet. Die Pläne wurden wegen des Ersten Weltkriegs und der sich anschließenden Notzeiten zunächst nicht verwirklicht.
Erst im Jahr 1926 wurden erste Pläne gezeichnet, die jedoch schnell als zu teuer verworfen wurden. Drei Jahre später, am Tag Christi Himmelfahrt des Jahres 1929, konnte allerdings dann doch die feierliche Grundsteinlegung vollzogen werden. Als Architekten hatten die Schweinfurter den Schweizer Hans Hofmann gewinnen können, die Pläne hatte der Nürnberger Professor Otto Schulz gezeichnet. Bereits am 15. Dezember 1929 konnte das Gotteshaus vom Bayreuther Oberkirchenrat Prieser geweiht werden.
Die Kirche wurde in ehrendem Gedenken an den Schwedenkönig und Gönner Schweinfurts Gustav-Adolf-Gedächtniskirche genannt. Die schwedischen Truppen hatten in der protestantischen Reichsstadt Schweinfurt während des Dreißigjährigen Kriegs eine Zeit lang ihr Hauptquartier und Gustav-Adolf wollte in der Stadt eine Universität gründen (siehe: Schweinfurt, Gescheiterte Universitätsgründung).
In den ersten Jahren ihres Bestehens wurde die Kirche von vielen Schweinfurter Familien mit Spenden bedacht. Im Jahr 1934 erhielt sie dann den 36 m hohen Turm. Er geht auf eine Spende von Betty Sachs, der Ehefrau des Industriellen Ernst Sachs, zurück. Während des Zweiten Weltkriegs wurde die Kirche stark in Mitleidenschaft gezogen, weil sie unmittelbar neben den Schweinfurter Kugellagerfabriken stand.
Unter Pfarrer Heinrich Schorn wurde die Gedächtniskirche bis ins Jahr 1948 notdürftig wieder hergestellt. Erst 1951 wurde der aus den Trümmern geborgene Altar wieder geweiht. 1954 erwarb die Gemeinde ein benachbartes Gebäude, um dort das Pfarrhaus einzurichten. Zwischen 1971 und 1972 baute man die Kirche nach den Entwürfen von Gustav Gsaenger um. Die Kirche ist heute als Baudenkmal eingeordnet.

## Architektur
Die Kirche präsentiert sich als schlichter Saalbau und schließt mit einem Walmdach ab. Der Chorturm mit einer Zwiebelhaube entstand 1934 im Norden der Anlage. Das Hauptportal im Süden ist über eine Treppe erreichbar und ist von einem Vordach überbaut. Einziger Schmuck der Portalseite ist ein Schlussstein mit der Darstellung des segnenden Christus und der Inschrift „ICH BIN D WEG D WAHRHEIT UND D LEBEN“. Der Treppenaufgang wurde 1979 von Heinz Gassmann umgebaut.
Im Inneren wurde das Gotteshaus ursprünglich von einer Altarnische im Norden dominiert. Allerdings mauerte man die Nische im Zuge einer Renovierung zu und errichtete stattdessen eine Altarinsel auf einem Podest in der Kirchenmitte. Durchlichtet wird das Gotteshaus von schlichten Rechteckfenstern. Die Gedächtniskirche besitzt eine Flachdecke mit Balken. Im Osten wurde ein L-förmiges Gemeindezentrum an die Kirche angebaut.

## Ausstattung
Ursprünglich bestand die Ausstattung der Kirche aus mehreren Wandbildern des Nürnberger Künstlers August Kellner aus den Jahren 1930/1931. Zwei Bilder wurden im Zweiten Weltkrieg vernichtet, die Darstellung der Taufe Jesu überstand den Krieg, wurde allerdings im Jahr 1971 aus der Kirche entfernt. Die fünf Bleiglasfenster der Firma Franz Wetzel aus Coburg haben sich nur noch in Fragmenten erhalten. Aus den Trümmern der zerstörten Kirche rettete man dagegen den Taufstein aus rotem Marmor mit der Darstellung der vier Evangelisten.
In der Nachkriegszeit ergänzte man die Kirchenausstattung. So kam im Jahr 1968 das von Karl Hemmeter aus einem halbierten Eichenstamm geschaffene neue Lesepult in das Gotteshaus. Es zeigt einen Boten, der auf seinen Schultern die Bibel trägt. Aus der Matthäuskirche in Zell erhielt die Gemeinde ein barockes Kruzifix, das an der Nordseite aufgehängt wurde. 1986 stiftete Friedel Renn einen Taufleuchter aus Bronze des Künstlers Peter Vollert aus Üchtelhausen.
Am 11. November 1933 erhielt die neugebaute Gustav-Adolf-Kirche eine erste Orgel der Oettinger Firma Steinmeyer. Nach den Zerstörungen im Zweiten Weltkrieg war die Kirche einige Zeit ohne ein solches Instrument geblieben. Erst 1974 konnte eine neue Orgel angeschafft werden. Die Retzbacher Orgelbau-Firma Krieger schuf das Instrument unter Verwendung erhaltener Teile der Vorgängerorgel.
Glocken wurden erst nach dem Bau des Turmes in den 1930er Jahren angeschafft. Das ursprüngliche vierstimmige Geläute war durch Stiftungen des Evangelischen Frauenbundes finanziert worden. Im Jahr 1942 mussten drei der Glocken eingeschmolzen werden. Den Zweiten Weltkrieg überdauerte nur eine kleine Taufglocke, die auf eine Stiftung von Frau Emmy Rahn zurückging. Im Jahr 1952 erwarb die Gemeinde die sogenannte Vaterunser-Glocke. Aus Bernstadt in Schlesien kam eine dritte Glocke, die sogenannte Patenglocke, nach Schweinfurt.

## Evangelisches Gemeindehaus
Nach Plänen des Architekten Franz Göger wurde in den 1950er Jahren im östlichen Anschluss an die Kirche das sogenannte Evangelische Gemeindehaus errichtet. Es wurde mangels anderer Möglichkeiten zu einem wichtigen städtischen Veranstaltungsort, u. a. sprach hier 1976 der amtierende Bundeskanzler Helmut Schmidt bei einem Wahlkampfauftritt.